# Gibbonsia montereyensis
Gibbonsia montereyensis is een straalvinnige vissensoort uit de familie van de beschubde slijmvissen (Clinidae). De wetenschappelijke naam van de soort is voor het eerst geldig gepubliceerd in 1927 door Hubbs.